# Кантаньеди (район)
Кантанье́ди (порт. Cantanhede) — район (фрегезия) в Португалии, входит в округ Коимбра. Является составной частью муниципалитета Кантаньеди. Находится в составе крупной городской агломерации Большая Коимбра. По старому административному делению входил в провинцию Бейра-Литорал. Входит в экономико-статистический субрегион Байшу-Мондегу, который входит в Центральный регион. Население составляет 7066 человек на 2001 год. Занимает площадь 46,53 км².